# Кружок Петёфи
Кружок Петёфи (венг. Petőfi Kör) — неформальное объединение антисталинистской молодёжи, оппозиционной режиму Ракоши накануне Венгерской революции 1956 года. Назван в честь поэта и деятеля Революции 1848—1849 годов Шандора Петёфи. Формировался в 1954 году при участии сотрудников Венгерского национального музея. Его создание признают заслугой поэта Иштвана Лакатоша, изначально кружок назван именем венгерского просветителя Дьёрдя Бешшеньеи, политическая проблематика появилась в его работе с приходом Габора Танцоша, Балажа Надя, Андраша Б. Хегедюша. Интеллектуальные лидеры кружка принадлежали к обновленчески настроенным коммунистам, сторонникам Имре Надя; в частности, ощущалось влияние философа-марксиста Дьёрдя Лукача.
Впервые заседал 25 марта 1955 года уже под эгидой Демократического союза молодежи (венгерский комсомол) в дискуссионном клубе имени Кошута. В качестве лидера кружка выбрали опытного комсомольца Габора Танцоша, который сразу же предоставил гораздо больше свободного пространства для дискуссии, чем ожидали комсомольские функционеры: он вёл сугубо организационную работу, почти не говорил, а на заседаниях отсутствовали обычные для того времени пространные и бессмысленные вступительные речи. Он даже позволил себе организовать вечер югославской литературы, несмотря на проблемы в отношениях советского блока с Югославией.
Первое публичное мероприятие кружка состоялось лишь 17 марта 1956 года. Затем он организовал 12 важных дебатов. Дебаты в кружке Петёфи пользовались большой популярностью, дискуссию о прессе 27 июня 1956 года слушали через репродукторы около 7000 человек. После этого (а также Познанского восстания в Польше) 30 июня пленум ЦК Венгерской партии трудящихся с подачи Ракоши официально запретил работу кружка, протестовавших партийцев исключил из партии. Приехавший из СССР снимать Ракоши с поста Анастас Микоян также назвал кружок Петефи «идеологической Познанью». Члены кружка активно участвовали в подготовке событий октября 1956 года — в частности, путём выдвижения требований реформ.